# Électro-osmose
Pour les articles homonymes, voir Osmose (homonymie).
 (décembre 2024).

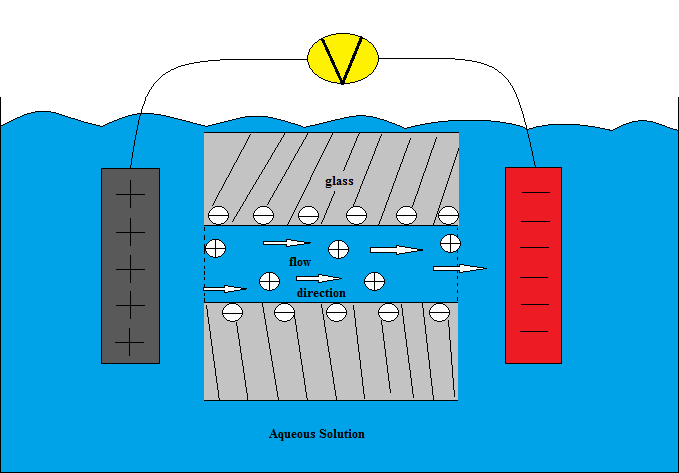
Diagramme représentant l'électro-osmose à travers un capillaire de verre immergé dans une solution aqueuse.

L’électro-osmose est un phénomène qui résulte du mouvement d’un fluide (qui peut être l'eau déionisée ou un électrolyte ou un fluide organique) lorsque l'on applique un champ électrique tangentiel dans la couche diffuse (voir double couche électrique).
Un champ électrique engendre la force de  Coulomb qui met en mouvement les charges libres dans la couche diffuse. Le mouvement de ces charges, via les liaisons visqueuses, entraîne le fluide.
L'électro-osmose est un transfert de liquide à travers une membrane micro-poreuse sous l'action d'un champ électrique. C'est le phénomène inverse du potentiel d'écoulement, où un transfert de liquide à travers une membrane, provoque une différence de potentiel de part et d'autre de la membrane. L'électro-osmose est un phénomène parasite en électrodialyse, qui provoque un transfert d'eau qui a pour effet de diluer les solutions.